# Cesare Liverziani
Cesare Liverziani – włoski strzelec, medalista Olimpiady Letniej 1906.
Wziął udział w 6 konkurencjach podczas Olimpiady Letniej 1906. Jedyny medal zdobył w pistolecie pojedynkowym z 20 m, w którym zajął 2. miejsce. Lepszy od Włocha okazał się wyłącznie Léon Moreaux.
Brał udział w mistrzostwach świata w 1905 roku. W pistolecie dowolnym z 50 m drużynowo zajął 4. miejsce, osiągając jednak najsłabszy rezultat wśród włoskich strzelców (411 pkt.). W zawodach strzeleckich startował jeszcze w latach 20. XX wieku.

## Wyniki

### Olimpiada Letnia 1906
| Igrzyska   | Konkurencja                              | Wynik    | Miejsce | Źródło |
| ---------- | ---------------------------------------- | -------- | ------- | ------ |
| Ateny 1906 | Pistolet dowolny, 25 m                   | 238 pkt. | 6       | [ 4 ]  |
| Ateny 1906 | Pistolet dowolny, 50 m                   | 199 pkt. | 8       | [ 5 ]  |
| Ateny 1906 | Pistolet pojedynkowy, 20 m               | 233 pkt. |         | [ 1 ]  |
| Ateny 1906 | Pistolet pojedynkowy, 25 m               | DNF      | DNF     | [ 6 ]  |
| Ateny 1906 | Rewolwer wojskowy, 20 m                  | 231 pkt. | 9       | [ 7 ]  |
| Ateny 1906 | Rewolwer wojskowy, 20 m (Gras 1873–1874) | 133 pkt. | 24      | [ 8 ]  |